# Festung von Pertek
Die Festung von Pertek (türkisch Pertek Kalesi) liegt auf einer Insel im Keban-Stausee. Sie wurde in seldschukischer Zeit erbaut.

## Geschichte
Die Festung wurde im 11. Jahrhundert unter der Herrschaft des seldschukischen Beyliks der Mengücek errichtet. In osmanischer Zeit wurde sie erneuert und umgebaut, wahrscheinlich im 16. Jahrhundert, zur gleichen Zeit wie die Moscheen des alten Pertek. Die Ursprünge der Anlage werden wesentlich früher vermutet. Nach Ansicht des italienischen Archäologen Roberto Dan zeigt sie Charakteristika von urartäischer Felsbearbeitung und wurde zur Kontrolle von Minen, vor allem Kupferminen, gebaut, die in der Nähe liegen.

## Anlage

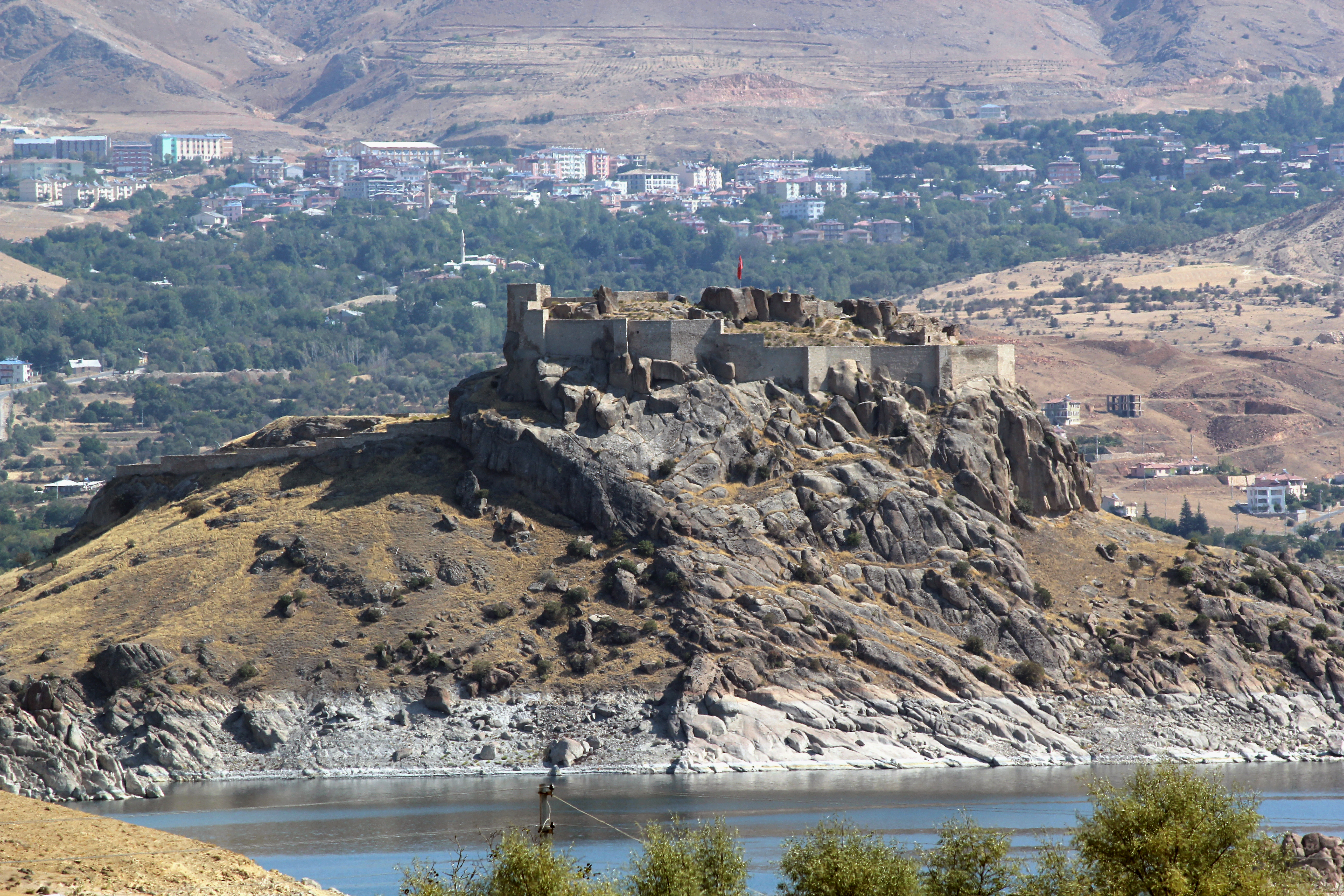
Festung von Süden

Ursprünglich lag die Festung hoch über dem alten Ort Pertek (Eski Pertek) am Ufer des Euphrat. Nach der Flutung des Keban-Stausees 1974 war die Stadt Pertek im See untergegangen und wurde fünf Kilometer entfernt auf der Nordseite des Sees neu gegründet. Die Burg überragt heute auf einer Insel die Wasseroberfläche. Sie liegt etwa auf der Grenze zwischen den türkischen Provinzen Elazığ im Süden und Tunceli im Norden.
Die Festung ist ringsum von Mauern umgeben, die aus Natursteinquadern errichtet sind. In den Südmauern sollen auch Klinker und blaue Fliesen verwendet worden sein. Ein Eingang befindet sich im Nordwesten. Im Inneren der Burg befanden sich Zisternen sowie ein Treppentunnel. Nach Evliya Çelebi soll es dort eine Skulptur eines Adlers gegeben haben.
Die Außenmauern der Festung sind heute restauriert.